# 田村邦顕
田村 邦顕（たむら くにあき）は、江戸時代後期の大名。陸奥国一関藩の第7代藩主。官位は従五位下・左京大夫。

## 生涯
文化13年12月27日（1817年2月12日）、6代藩主・田村宗顕の次男として、江戸愛宕下田村小路の中屋敷にて誕生した。幼名は深美。
文政10年（1827年）に父が死去したため、文政11年（1828年）2月19日に家督を相続して徳顕と名乗り、同月28日に11代将軍・徳川家斉に御目見する。文政12年（1829年）6月7日、宗家・陸奥仙台藩の浜屋敷において元服し、仙台藩主・伊達斉邦から偏諱を受けて邦顕と名乗る。
藩政においては連年の凶作が相次ぎ、藩財政は悪化の一途をたどった。
和算を嗜み、寝所に和算家の千葉胤秀を呼び寄せ、自ら作成した問題を解かせることもあった。
天保11年（1840年）8月23日死去。享年25。実子はおらず、弟の顕允（邦行）が末期養子となって家督を相続した。

## 系譜
- 父：田村宗顕（1784年 - 1827年）
- 母：おかね（宣寿院） - 田村村資の娘
- 正室：鏗（楷） - 堀親寚の娘
- 継室：由 - 松平信行の娘
- 養子
  - 男子：田村邦行（1820年 - 1857年） - 田村宗顕の四男